# Битка код Бауцена
Битка код Бауцена одриграла се 20-21. маја 1813. године између француске и руско-пруске војске. Битка је део Наполеонових ратова и завршена је победом Француске.

## Припреме за битку
После пораза код Лицена од 2. маја, Витгенштејнова руско-пруска армија (97 000 људи, 610 оруђа) повукла се на десну обалу Шпреје на уређене положаје код Бауцена. Верујући да су се Пруси одвојили од Руса и повукли на север, Наполеон је упутио генерала Неја са 60.000 људи према Берлину, а са главнином (око 100.000) пошао сам на Дрезден. Но, сазнавши 17. маја да су се савезници задржали код Бауцена одлучио је да их нападне. Наредио је Неју да скрене на југоисток ради дејства на њихов десни бок и позадину, док је на челу главнине намеравао да изврши удар с фронта. У међувремену, 19. маја, Витгенштејн је упутио корпус Барклаја (24 000) у сусрет Неју, док се с главнином припремао за судар са Наполеоном. Барклај је убрзо наишао на Неја и под притиском Француза повукао се ка Глајни где је 20. маја образовао десно крило савезничке одбране. У центру је био Блихер (28 000 Пруса), на левом Милорадович (27 000 Руса), а општа резерва (18 000 Руса) код села Башица. Дуж реке Шпреје били су истурени јаки одреди.

## Битка
Наполеон је одлучио да 20. маја овлада само предњим савезничким положајем. Напад је почео у подне, после јаче артиљеријске припреме. На јужном крилу Французи су до 18 часова овладали предњим положајем, заузели Бауцен и одбацили Русе ка главном положају. Удино је успео да продре до Делена, али је ту заустављен ангажовањем знатних делова из резерве и до 22 часа одбачен ка Биневицу. У центру, јак отпор Пруса у рејону Бурка трајао је све до 20 часова, када је Султ успеода их одбаци ка Литену. Неј је потиснуо предстраже Барклаја, заузео село Кликс и задржао се на левој обали реке Шпреје. Падом ноћи борба је прекинута. У свануће, 21. маја Наполеон је наставио јак притисак на савезничко јужно крило. На северном крилу, до 10 часова Неј је избио до Прајтица али није продужио у позадину савезника према Хохкирху, већ је скренуо ка селу Клајн-Бауцен на Блихеров десни бок. Тада је Наполеон наредио Султу да пређе у одлучан напад, а истовремено је увођењем резерве угрозио и јужно крило и бок Пруса. Пред тим притиском око 16 часова савезници су одступили и тако избегли потпуни пораз. Наполеон их није гонио. Губици: савезници 12 000, Французи 18 000.